# Список романів, дія яких відбувається у Донецьку
Список романів, дія яких відбувається у Донецьку об’єднує романи, більшість подій у яких відбуваються у місті Донецьк.
| Мова       | Назва                                  | Автор                            | Рік видання | Історичний період та контекст |
| ---------- | -------------------------------------- | -------------------------------- | ----------- | ----------------------------- |
| Українська | Магнетизм (роман)                      | Петро Яценко                     | 2020        | 2014-                         |
| Українська | Доця (роман)                           | Тамара Горіха Зерня              | 2019        | 2014                          |
| Українська | Амор[т]е                               | Олександра Іванюк                | 2017        | 2014                          |
| Російська  | Аеропорт                               | Лойко Сергій Леонідович          | 2015        | вересень 2014 — лютий 2015    |
| Російська  | Довгі часи (Долгота дней)              | Рафєєнко Володимир Володимирович | 2017        | після 2014 року               |
| Англійська | Дорога у Донецьк (The Road To Donetsk) | Даян Чендлер (Diane Chandler)    | 2015        | 1994                          |